# Deltochilum abdominalis
Deltochilum abdominalis är en skalbaggsart som beskrevs av Martinez 1947. Deltochilum abdominalis ingår i släktet Deltochilum och familjen bladhorningar. Inga underarter finns listade i Catalogue of Life.